# Sosoye
Sosoye (Waals: Sôzoye, letterlijke betekenis: Dorp der wilgen) is een plaats en deelgemeente van de Belgische gemeente Anhée. Sosoye ligt in de vallei van de Molignée in de provincie Namen en was tot 1 januari 1977 een zelfstandige gemeente.

## Demografische ontwikkeling
- Bronnen:NIS, Opm:1831 tot en met 1970=volkstellingen, 1976= inwoneraantal op 31 december

## Economie
Voor 1940 had Sosoye een brouwerij, een kapper, een tonnenmaker, een winkeltje, een treinstation een dorpsschool en een gemeentehuis. Tegenwoordig blijft hiervan slechts één restaurant over. Het dorpje bevat echter talloze gîtes waar men vakanties kan doorbrengen.

## Bezienswaardigheden
De belangrijkste bezienswaardigheden in Sosoye zijn de Onze-Lieve-Vrouwekerk uit 1764, de oude graanschuur uit 1646 en de rots van Sosoye, vanwaar men een prachtig uitzicht heeft over het dorp en de vallei. Het dorp is opgenomen in de lijst van de mooiste plaatsjes in Wallonië (Les Plus Beaux Villages de Wallonie).

## foto's

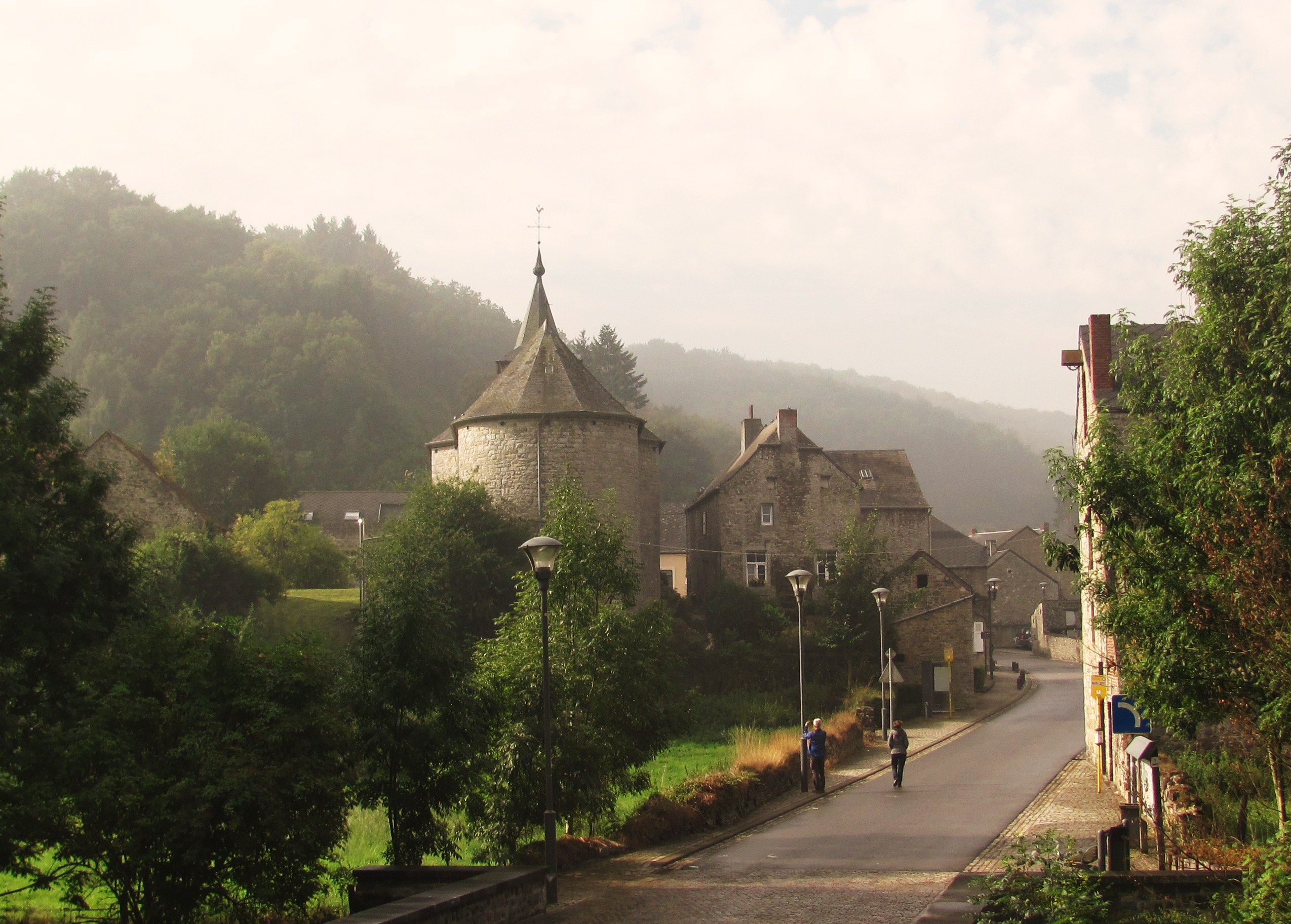
Het dorp op een mistige ochtend.

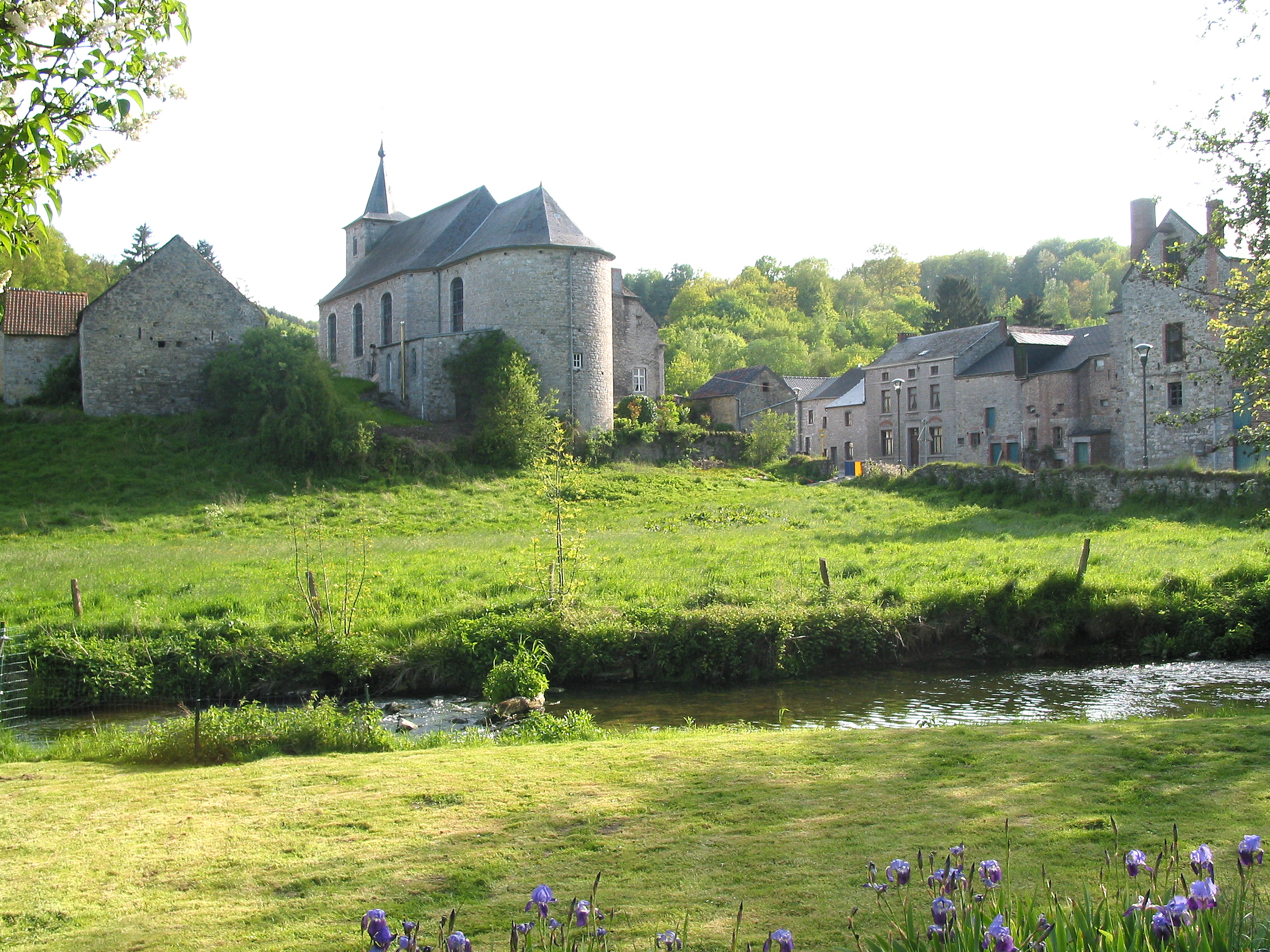
Het dorp en zijn kerk bij de Molignée.

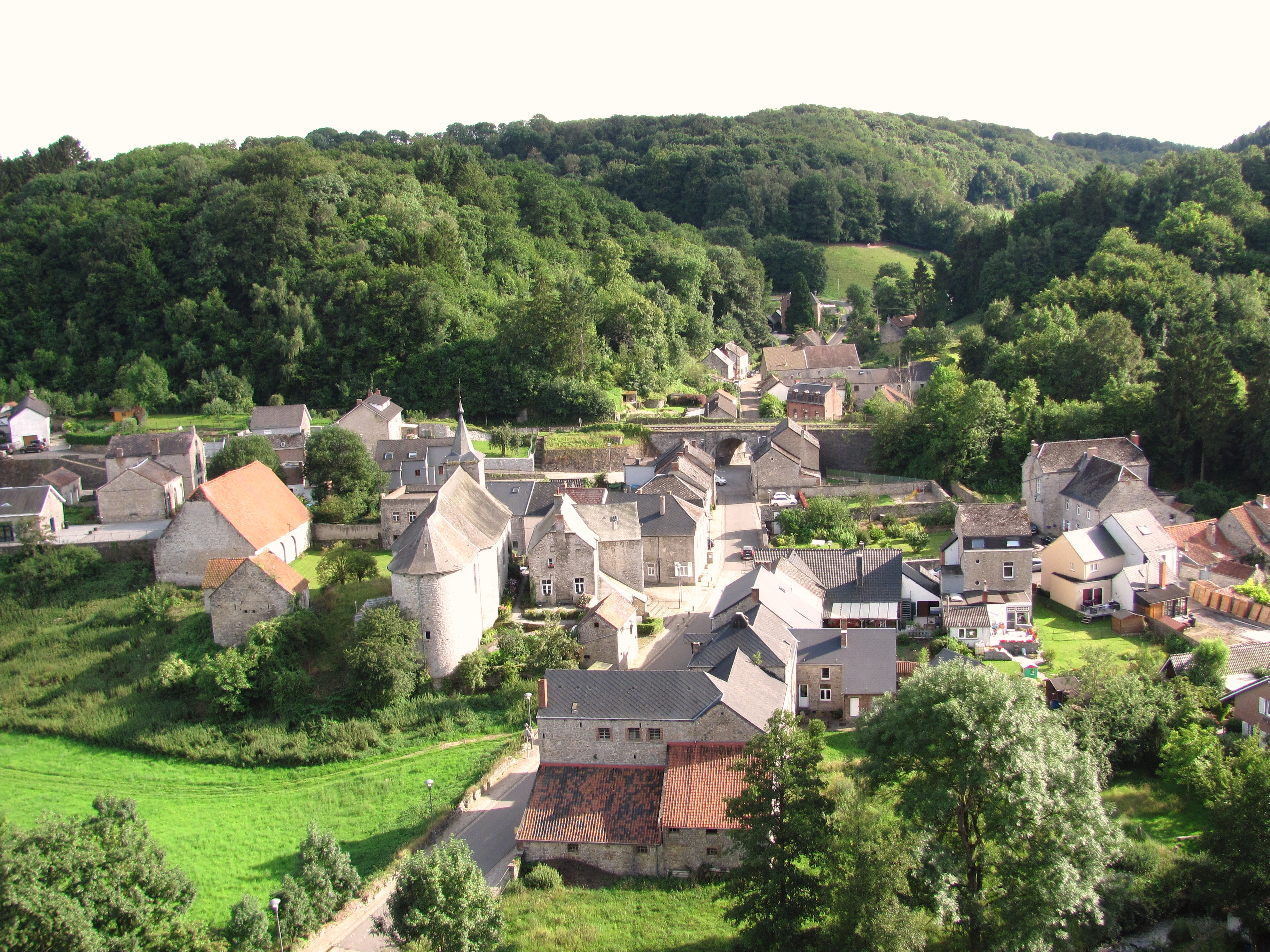
Het dorp gezien vanaf de rots.

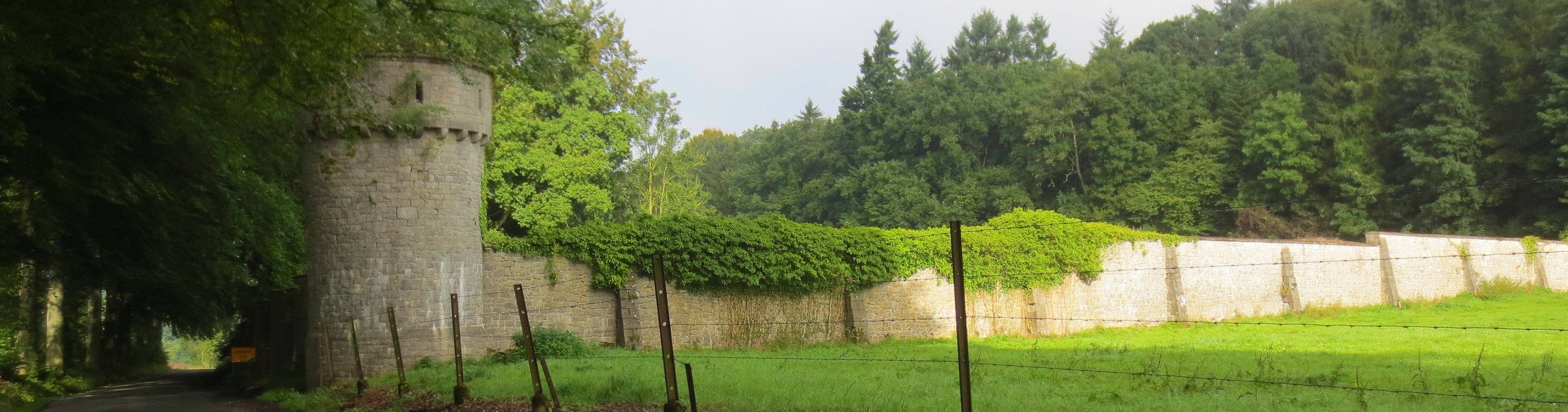
Vue panoramique de Sosoye

Deelgemeenten: Anhée · Annevoie-Rouillon · Bioul · Denée · Haut-le-Wastia · Sosoye · Warnant

Overige dorpen en gehuchten: Maredret · Maredsous · Salet

Belgische gemeenten · arrondissement Dinant · provincie Namen · Wallonië